# 叶内長兵衛
叶内 長兵衛（かのうち ちょうべい、1875年（明治8年）1月27日 - 1961年（昭和36年）2月2日）は、日本の銀行家。政治家。殖産相互銀行社長。

## 来歴・人物
山形県山形市の商家である叶内源之助の長男として生まれる。幼名は源治。
第八十一国立銀行取締役支配人を務めていた父が病死したため、香澄小学校高等科を卒業すると母の実家である「吉野家」渡辺吉兵衛方に丁稚奉公として出された後、家業を継ぎ長兵衛を襲名した。
1901年（明治34年）には、27歳で山形市会議員に当選。以降1943年（昭和18年）まで長期に亘り市会議員を務めた。また、その間には1925年（大正14年）6月 - 1942年（昭和17年）6月まで市会議長を務め在任期間の記録を樹立した。さらに当時は県会議員との兼職も可能であったため1915年（大正4年）には、県会議員選挙に出馬。以後16年に亘り山形県政にも携わった。
叶内は、実業界においても特異な能力を発揮。1911年（明治44年）には、山形瓦斯設立に参画したほか、山形殖産株式会社（後の殖産相互銀行）、山形荷札（現・山形印刷）、山形製氷等の設立にも参画した。このうち、殖産相互銀行においては金融恐慌下であり地方金融史上最も困難な状況に直面していたが、それを乗り切り社礎を築いた。そして1951年（昭和26年）には、相互銀行法施行による行名の変更や組織改正さらには、本店の山形市桜町への新築移転等の施策を手掛け、経営の近代化にも努めた。また、東北相互銀行協会会長、全国相互銀行協会理事を歴任したほか、山形商工会議所会頭も務め地元商工業界の振興にも尽力した。
1961年（昭和36年）2月の死去に際する葬儀は、山形市葬をもって営まれた。
叶内紀雄殖産銀行元頭取は、孫にあたる。

## 栄典
- 緑綬褒章
- 藍綬褒章
- 山形市名誉市民 - 1954年（昭和29年）[3]
- 従五位勲四等瑞宝章 - 1961年（昭和36年）